# Ichneumon marmotus
Ichneumon marmotus är en stekelart som beskrevs av Friedrich Wilhelm Hilpert 1992. Ichneumon marmotus ingår i släktet Ichneumon och familjen brokparasitsteklar. Arten är reproducerande i Sverige. Inga underarter finns listade i Catalogue of Life.